# Constituição da Bielorrússia
A Constituição da República da Bielorrússia (em bielorrusso: Канстытуцыя Рэспублікі Беларусь, em russo: Конституция Республики Беларусь) é a legislação suprema da Bielorrússia. Adotada em 1994, três anos depois do país declarar sua independência da União Soviética, este documento formal estabeleceu a estrutura básica do Estado e do governo bielorrusso, sendo posteriormente aperfeiçoado por cidadãos e juristas. Seu conteúdo inclui um preâmbulo, nove seções, e 146 artigos.
A estrutura e substância da constituição foram muito influenciadas pelas constituições das potências ocidentais, e pelas experiências da Bielorrússia durante a era soviética. Embora a maior parte da constituição estabeleça as funções e poderes do governo, uma seção inteira detalha os direitos e liberdades concedidos aos cidadãos e residentes. A constituição sofreu duas emendas desde sua adoção original, em 1996 e 2004. Também foram feitas alterações com base em dois referendos, que foram contestados por observadores independentes e líderes da oposição ao governo, aumentando o poder da presidência sobre o governo e eliminando os limites de mandato para o presidente.
Após manifestações de rua em 2020 repreendidas pelo governo, em decreto presidencial de 20 de janeiro de 2022, Aleksandr Lukashenko solicitou a realização de novo referendo para validar emendas à constituição. Para a validação do resultado do referendo, a abstenção eleitoral não poderia ser maior que a metade do total de eleitores. Com a possibilidade de voto antecipado, a população foi às urnas em 27 de fevereiro (domingo) e 65,16% dos votantes aprovaram as alterações, em uma votação com 78,63% de comparecimento. As alterações incluíram: a remoção da condição da Bielorrússia como país livre de armas nucleares (revogação do artigo 18) e como país neutro, a transformação da Assembleia Popular da Bielorrússia (criada durante governo de Lukashenko) no maior poder representativo do país e a concessão de imunidade processual vitalícia ao Presidente da Bielorrússia, limitação ao máximo de dois mandatos presidenciais consecutivos sem retroatividade. As alterações e o procedimento do referendo foram contestadas pela oposição interna e por países ocidentais.

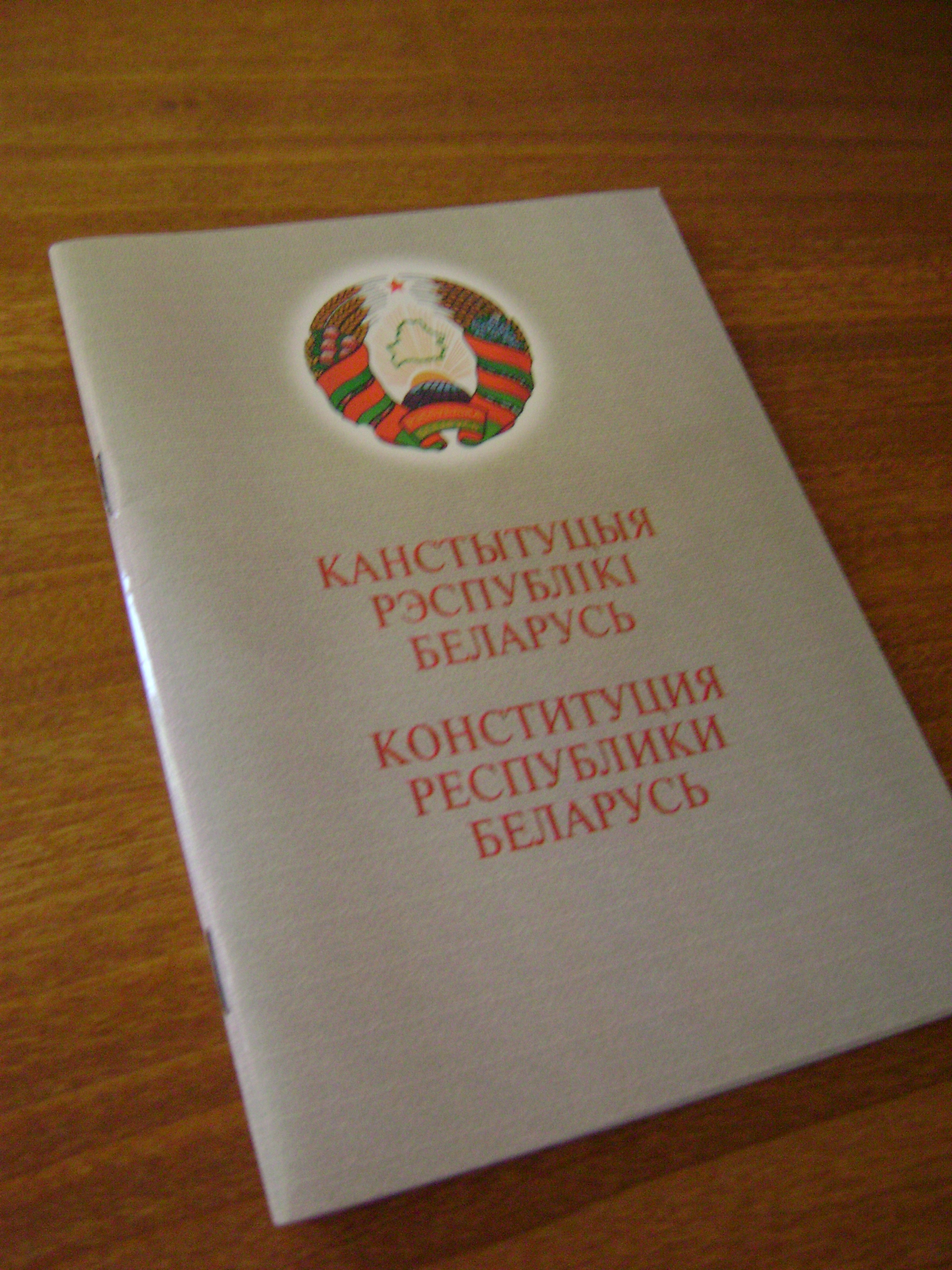
Versão da Constituição da Bielorrússia distribuída a seus cidadãos pelo governo. O nome do documento está em bielorrusso, seguido pelo título em russo.